# Lanet
Lanet település Franciaországban, Aude megyében. Lakosainak száma 59 fő (2022. január 1.). Lanet Albières, Auriac, Bouisse, Montjoi, Mouthoumet és Salza községekkel határos.

## Népesség
A település népessége az elmúlt években az alábbi módon változott:
| Lakosok száma | 68   | 46   | 57   | 46   | 50   | 49   | 50   | 57   | 60   | 59   |
|               | 1968 | 1982 | 1990 | 2006 | 2013 | 2015 | 2017 | 2019 | 2020 | 2022 |